# Biblioteca Palatina Mediceo Lotaringia
La Biblioteca Palatina Mediceo Lotaringia fu costituita dalle raccolte librarie della famiglia Medici, cui si aggiunsero quelle dei granduchi lorenesi.
Nel 1771, per volere del Granduca Pietro Leopoldo confluì nella Biblioteca Magliabechiana, oggi facente parte del patrimonio della Biblioteca Nazionale Centrale di Firenze.
Nel 1790 il nuovo granduca Ferdinando III di Toscana costituì al suo posto la nuova Biblioteca Palatina Lorenese che nel 1861 venne anch'essa annessa alla Magliabechiana a costituire la Biblioteca Nazionale.

## Storia e descrizione

### Patrimonio librario
Al momento della dispersione del materiale, la biblioteca possedeva:
- 4.725 opere a stampa
- 568 manoscritti che furono versati alla Biblioteca Laurenziana, 139 alla Segreteria delle Riformazioni, 136 all'Accademia delle scienze filosofiche e 98 che furono trattenuti dal Granduca di Toscana.